# Юаньпин
Юаньпи́н (кит. упр. 原平, пиньинь Yuánpíng) — городской уезд городского округа Синьчжоу провинции Шаньси (КНР).

## История
Уезд Юаньпин (原平县) был создан ещё при империи Западная Хань в 114 году до н. э. При империи Восточная Хань эти места вошли в состав уезда Юньчжун (云中县), который при империи Северная Вэй в 446 году был присоединён к уезду Динсян.
В эпоху Троецарствия в царстве Вэй был создан уезд Госянь (崞县). При империи Восточная Цзинь в 410 году он был преобразован в уезд Шичэн (石城县). При империи Суй в 591 году уезд Шичэн был переименован в Пинкоу (平寇县). В 606 году уезд Пинкоу вновь получил название Госянь.
При империи Тан в 695 году из земель уездов Госянь и Утай был создан уезд Уянь (武延县). В 705 году уезд Уянь был переименован в Танлинь (唐林县). При империи Лян в 908 году уезд Таньлинь был переименован в Байлу (白鹿县), но при империи Поздняя Тан ему было возвращено название Танлинь. Затем он был переименован в Гуанъу (广武县), но потом ему вновь было возвращено название Танлинь. При империи Сун в 1005 году уезд Танлинь был присоединён к уезду Госянь.
Во времена монгольского правления уезд Госянь был в 1219 году поднят в статусе, став областью Гочжоу (崞州). При империи Мин в 1369 году область вновь была понижена в статусе до уезда.
В 1949 году был образован Специальный район Синьсянь (忻县专区), и уезд вошёл в его состав. В 1958 году Специальный район Синьсянь и Специальный район Ябэй (雁北专区) были объединены в Специальный район Цзиньбэй (晋北专区), при этом уезд Госянь был объединён с уездом Дайсянь в уезд Юаньпин. В 1961 году Специальный район Цзиньбэй был вновь разделён на Специальный район Ябэй и Специальный район Синьсянь, при этом из уезда Юаньпин был вновь выделен уезд Дайсянь.
В 1967 году Специальный район Синьсянь был переименован в Округ Синьсянь (忻县地区). В 1983 году Округ Синьсянь был переименован в Округ Синьчжоу (忻州地区). В 1993 году уезд Юаньпин был преобразован в городской уезд.
В 2000 году постановлением Госсовета КНР были расформированы округ Синьчжоу и городской уезд Синьчжоу, и создан городской округ Синьчжоу.

## Административное деление
Городской уезд делится на 3 уличных комитета, 7 посёлков и 11 волостей.